# بسك أباد
بسك أباد (بالإنجليزية: Marghdar Baskabad)‏ هي مستوطنة تقع في قسم كاخك الريفي (مقاطعة غناباد) في إيران.